# Rakieta skrzydlata
Rakiety skrzydlate – kierowane lub samonaprowadzające się pociski rakietowe posiadające urządzenia sterujące w postaci skrzydeł, stateczników i lotek.
Rakiety skrzydlate wykorzystywane są przede wszystkim do uderzeń na cele o znanej lokalizacji, w każdych warunkach atmosferycznych i o każdej porze doby. Mają one możliwość  wykonywania manewrów, omijania przeszkód terenowych z dużym przeciążeniem. Czyni to z nich obiekty o ograniczonej możliwości wykrycia przez środki obrony przeciwlotniczej. Rakiety skrzydlate z głowicami konwencjonalnymi stosuje się zazwyczaj do niszczenia wysoko opłacalnych obiektów punktowych, natomiast z głowicami zawierającymi broń masowego rażenia do niszczenia obiektów powierzchniowych.